# Dalworthington Gardens (Teksas)
Dalworthington Gardens je grad u američkoj saveznoj državi Teksas. Prema popisu stanovništva iz 2010. u njemu je živjelo 2.259 stanovnika.